# ستيف فرانكن
ستيف فرانكن (بالإنجليزية: Steve Franken)‏ مواليد 27 مايو 1932 في بروكلين، نيويورك، الولايات المتحدة - الوفاة 24 أغسطس 2012 في كاليفورنيا، هو ممثل أمريكي بدأ مسيرته الفنية سنة 1958. امتدت مسيرته الفنية لأكثر من 54 عاما.

## الأعمال
- الحفلة
- وست وورلد
- ملائكة وشياطين

## روابط خارجية
- ستيف فرانكن على موقع IMDb (الإنجليزية)
- ستيف فرانكن على موقع ألو سيني (الفرنسية)
- ستيف فرانكن على موقع أول موفي (الإنجليزية)
- ستيف فرانكن على موقع قاعدة بيانات برودواي على الإنترنت (الإنجليزية)
- ستيف فرانكن على موقع قاعدة بيانات الأفلام السويدية (السويدية)
- ستيف فرانكن على موقع إن إن دي بي (الإنجليزية)
- ستيف فرانكن على موقع قاعدة بيانات الفيلم (الإنجليزية)
- ستيف فرانكن على موقع كينوبويسك (الروسية)